# Pokémon di ottava generazione
L'ottava generazione dei videogiochi della serie Pokémon comprende Pokémon Spada e Scudo (2019), Pokémon Diamante Lucente e Perla Splendente (2021) e Leggende Pokémon: Arceus (2022); essa introduce un nuovo gruppo di 96 Pokémon, portando il numero totale a 905.
Anche in questa generazione sono presenti le forme regionali — chiamate forme di Galar — di alcuni Pokémon appartenenti alle generazioni precedenti, ma oltre ad avere aspetto e tipo differente, le forme di Galar possono avere anche delle evoluzioni inedite. Le forme regionali introdotte in Spada e Scudo sono 14: Meowth, Ponyta, Rapidash, Slowpoke, Farfetch'd, Weezing, Mr. Mime, Corsola, Zigzagoon, Linoone, Darumaka, Darmanitan, Yamask e Stunfisk. Alcuni Pokémon sono stati introdotti in seguito al lancio del gioco, tra cui Kubfu, Calyrex e le forme regionali di Slowbro e Slowking inclusi nei contenuti scaricabili L'isola solitaria dell'armatura e Le terre innevate della corona, distribuiti rispettivamente il 17 giugno e il 23 ottobre 2020.
Lo sviluppo concettuale delle creature dell'ottava generazione iniziò nel 2016, al termine del periodo di creazione dei titoli Pokémon Sole e Luna e durò all'incirca un anno. Dato che la regione di Galar è ispirata alla Gran Bretagna, i nuovi Pokémon sono stati progettati traendo ispirazione dalla fauna, dal folclore e dalla mitologia britannica. I Pokémon leggendari Zacian e Zamazenta sono creature dalle sembianze di lupi, disegnati partendo dai numerosi lupi che appaiono nella mitologia inglese. La definizione dell'aspetto dei Pokémon iniziali è invece ruotata intorno all'area in cui sarebbero stati incontrati dal giocatore.

## Elenco dei Pokémon
| Numero | Nome        | Evoluzione                                |
| ------ | ----------- | ----------------------------------------- |
| 810    | Grookey     | Evolve in Thwackey                        |
| 811    | Thwackey    | Evolve da Grookey, evolve in Rillaboom    |
| 812    | Rillaboom   | Evolve da Thwackey                        |
| 813    | Scorbunny   | Evolve in Raboot                          |
| 814    | Raboot      | Evolve da Scorbunny, evolve in Cinderace  |
| 815    | Cinderace   | Evolve da Raboot                          |
| 816    | Sobble      | Evolve in Drizzile                        |
| 817    | Drizzile    | Evolve da Sobble, evolve in Inteleon      |
| 818    | Inteleon    | Evolve da Drizzile                        |
| 819    | Skwovet     | Evolve in Greedent                        |
| 820    | Greedent    | Evolve da Skwovet                         |
| 821    | Rookidee    | Evolve in Corvisquire                     |
| 822    | Corvisquire | Evolve da Rookidee, evolve in Corviknight |
| 823    | Corviknight | Evolve da Corvisquire                     |
| 824    | Blipbug     | Evolve in Dottler                         |
| 825    | Dottler     | Evolve da Blipbug, evolve in Orbeetle     |
| 826    | Orbeetle    | Evolve da Dottler                         |
| 827    | Nickit      | Evolve in Thievul                         |
| 828    | Thievul     | Evolve in Nickit                          |
| 829    | Gossifleur  | Evolve in Eldegoss                        |
| 830    | Eldegoss    | Evolve da Gossifleur                      |
| 831    | Wooloo      | Evolve in Dubwool                         |
| 832    | Dubwool     | Evolve da Wooloo                          |
| 833    | Chewtle     | Evolve in Drednaw                         |
| 834    | Drednaw     | Evolve da Chewtle                         |
| 835    | Yamper      | Evolve in Boltund                         |
| 836    | Boltund     | Evolve da Yamper                          |
| 837    | Rolycoly    | Evolve in Carkol                          |
| 838    | Carkol      | Evolve da Rolycoly, evolve in Coalossal   |
| 839    | Coalossal   | Evolve da Carkol                          |
| 840    | Applin      | Evolve in Flapple, Appletun o Dipplin     |
| 841    | Flapple     | Evolve da Applin                          |
| 842    | Appletun    | Evolve da Applin                          |
| 843    | Silicobra   | Evolve da Sandaconda                      |
| 844    | Sandaconda  | Evolve da Silicobra                       |
| 845    | Cramorant   | Nessuna evoluzione                        |
| 846    | Arrokuda    | Evolve in Barraskewda                     |
| 847    | Barraskewda | Evolve da Arrokuda                        |
| 848    | Toxel       | Evolve in Toxtricity                      |
| 849    | Toxtricity  | Evolve da Toxel                           |
| 850    | Sizzlipede  | Evolve in Centiskorch                     |
| 851    | Centiskorch | Evolve da Sizzlipede                      |
| 852    | Clobbopus   | Evolve in Grapploct                       |
| 853    | Grapploct   | Evolve da Clobbopus                       |
| 854    | Sinistea    | Evolve in Polteageist                     |
| 855    | Polteageist | Evolve da Sinistea                        |
| 856    | Hatenna     | Evolve in Hattrem                         |
| 857    | Hattrem     | Evole da Hatenna, evolve in Hatterene     |
| 858    | Hatterene   | Evolve da Hattrem                         |
| 859    | Impidimp    | Evolve in Morgrem                         |
| 860    | Morgrem     | Evolve da Impidimp, evolve in Grimmsnarl  |
| 861    | Grimmsnarl  | Evolve da Morgrem                         |
| 862    | Obstagoon   | Evolve da Linoone forma di Galar          |
| 863    | Perrserker  | Evolve da Meowth forma di Galar           |
| 864    | Cursola     | Evolve da Corsola forma di Galar          |
| 865    | Sirfetch'd  | Evolve da Farfetch'd forma di Galar       |
| 866    | Mr. Rime    | Evolve da Mr. Mime forma di Galar         |
| 867    | Runerigus   | Evolve da Yamask forma di Galar           |
| 868    | Milcery     | Evolve in Alcremie                        |
| 869    | Alcremie    | Evolve in Milcery                         |
| 870    | Falinks     | Nessuna evoluzione                        |
| 871    | Pincurchin  | Nessuna evoluzione                        |
| 872    | Snom        | Evolve in Frosmoth                        |
| 873    | Frosmoth    | Evolve da Snom                            |
| 874    | Stonjourner | Nessuna evoluzione                        |
| 875    | Eiscue      | Nessuna evoluzione                        |
| 876    | Indeedee    | Nessuna evoluzione                        |
| 877    | Morpeko     | Nessuna evoluzione                        |
| 878    | Cufant      | Evolve in Copperajah                      |
| 879    | Copperajah  | Evolve da Cufant                          |
| 880    | Dracozolt   | Nessuna evoluzione                        |
| 881    | Arctozolt   | Nessuna evoluzione                        |
| 882    | Dracovish   | Nessuna evoluzione                        |
| 883    | Arctovish   | Nessuna evoluzione                        |
| 884    | Duraludon   | Evolve in Archaludon                      |
| 885    | Dreepy      | Evolve in Drakloak                        |
| 886    | Drakloak    | Evolve da Dreepy, evolve in Dragapult     |
| 887    | Dragapult   | Evolve da Drakloak                        |
| 888    | Zacian      | Nessuna evoluzione                        |
| 889    | Zamazenta   | Nessuna evoluzione                        |
| 890    | Eternatus   | Nessuna evoluzione                        |
| 891    | Kubfu       | Evolve in Urshifu                         |
| 892    | Urshifu     | Evolve da Kubfu                           |
| 893    | Zarude      | Nessuna evoluzione                        |
| 894    | Regieleki   | Nessuna evoluzione                        |
| 895    | Regidrago   | Nessuna evoluzione                        |
| 896    | Glastrier   | Nessuna evoluzione                        |
| 897    | Spectrier   | Nessuna evoluzione                        |
| 898    | Calyrex     | Nessuna evoluzione                        |
| 899    | Wyrdeer     | Evolve da Stantler                        |
| 900    | Kleavor     | Evolve da Scyther                         |
| 901    | Ursaluna    | Evolve da Ursaring                        |
| 902    | Basculegion | Evolve da Basculin Linea Bianca           |
| 903    | Sneasler    | Evolve da Sneasel forma di Hisui          |
| 904    | Overqwil    | Evolve da Qwilfish forma di Hisui         |
| 905    | Enamorus    | Nessuna evoluzione                        |

### Grookey
Grookey (サルノリ?, Sarunori) è uno dei Pokémon iniziali di Pokémon Spada e Scudo di tipo Erba. Appare come una piccola scimmietta prevalentemente di colore verde. Le sue braccia, i piedi e la zona della bocca sono parzialmente di colore arancione scuro, mentre intorno agli occhi ha una zona gialla. Porta sempre con sé un rametto che utilizza per giocare. La sua pelliccia verde è in grado di assorbire i raggi del sole e di convertirli in energia. Nel Pokédex è categorizzato come Pokémon Scimpanzé. Nella serie animata Goh cattura un esemplare del Pokémon.

### Thwackey
Thwackey (バチンキー?, Bachinkī) è un Pokémon di stadio uno di tipo Erba. Si evolve da Grookey ed evolve a sua volta in Rillaboom con l'aumento di livello. È in grado di tenere il ritmo con le due bacchette, tanto da distrarsi durante gli incontri e ignorare il knockout dell'avversario. Nel Pokédex è categorizzato come Pokémon Ritmo.

### Rillaboom
Rillaboom (ゴリランダー?, Gorirandā) è un Pokémon di stadio due di tipo Erba. Si evolve da Thwackey. Nel Pokédex è categorizzato come Pokémon Percussione.

### Scorbunny
Scorbunny (ヒバニー?, Hibanī) è uno dei Pokémon iniziali di Pokémon Spada e Scudo, di tipo Fuoco. È un piccolo coniglio bipede di colore bianco, sempre di corsa e traboccante di energia. Scorbunny infatti ama correre e talvolta può generare piccole scintille da sotto i suoi piedi. Quando corre abbastanza da far accelerare il battito cardiaco, la temperatura del suo corpo inizia ad aumentare e sprigiona tutta la potenza della sua energia infuocata. Questo gli consente di aumentare la sua forza fisica. Nel Pokédex è categorizzato come Pokémon Coniglio. Nell'anime, Goh ha catturato un esemplare di Scorbunny.

### Raboot
Raboot (ラビフット?, Rabifutto) è un Pokémon di stadio uno di tipo Fuoco. Si evolve da Scorbunny ed evolve a sua volta in Cinderace con l'aumento di livello. Ha una pelliccia resistente al freddo e si allena calciando e palleggiando bacche. Nel Pokédex è categorizzato come Pokémon Coniglio. Nella serie animata Goh ha posseduto un esemplare del Pokémon, evolutosi dal suo Scorbunny.

### Cinderace
Cinderace (エースバーン?, Ēsubān) è un Pokémon di stadio due di tipo Fuoco. Si evolve da Raboot. Nel Pokédex è categorizzato come Pokémon Cannoniere. Nella serie animata Goh possiede un esemplare del Pokémon, evolutosi dal suo Raboot.

### Sobble
Sobble (メッソン?, Messon) è uno dei Pokémon iniziali di Pokémon Spada e Scudo di tipo Acqua. È un Pokémon basato su un camaleonte ed prevalentemente di colore azzurro. È un molto timido ed introverso, e quando è nervoso o in imbarazzo, dal suo corpo fuoriesce dell'acqua come se fosse sudore. Ha la capacità di mimetizzarsi nell'acqua dove si nasconde, e nelle situazioni di pericolo inizia a piangere disperatamente spargendo lacrime intorno a sé e facendo scoppiare i presenti in un pianto incontrollabile. Evolve in Drizzile con l'aumento di livello. Nel Pokédex è categorizzato come Pokémon Acquacertola. Nella serie animata Goh cattura un esemplare del Pokémon.

### Drizzile
Drizzile (ジメレオン?, Jimereon) è un Pokémon di stadio uno di tipo Acqua. Si evolve da Sobble ed evolve a sua volta in Inteleon con l'aumento di livello. Dissemina trappole nel suo territorio ed è in grado di creare sfere d'acqua. Nel Pokédex è categorizzato come Pokémon Acquacertola. Nella serie animata Goh ha posseduto un esemplare del Pokémon, evolutosi da Sobble.

### Inteleon
Inteleon (インテレオン?, Intereon) è un Pokémon di stadio due di tipo Acqua. Si evolve da Drizzile. Nel Pokédex è categorizzato come Pokémon Agente. Nella serie animata Goh possiede un esemplare del Pokémon, evolutosi da Drizzile.

### Skwovet
Skwovet (ホシガリス?, Hoshigarisu) è un Pokémon base di tipo Normale. Si evolve in Greedent con l'aumento di livello. Nel Pokédex è categorizzato come Pokémon Guancepiene.

### Greedent
Greedent (ヨクバリス?, Yokubarisu) è un Pokémon di stadio uno di tipo Normale. Si evolve da Skwovet. Nel Pokédex è categorizzato come Pokémon Ingordigia.

### Rookidee
Rookidee (ココガラ?, Kokogara) è un Pokémon base di tipo Volante. Si evolve in Corvisquire con l'aumento di livello. Nel Pokédex è categorizzato come Pokémon Uccellino.

### Corvisquire
Corvisquire (アオガラス?, Aogarasu) è un Pokémon di stadio uno di tipo Volante. Si evolve da Rookidee ed evolve a sua volta in Corviknight con l'aumento di livello. Nel Pokédex è categorizzato come Pokémon Corvo.

### Corviknight
Corviknight (アーマーガア?, Āmāgā) è un Pokémon di stadio due di tipo Volante/Acciaio. Si evolve da Corvisquire e possiede una forma Gigamax. Nel Pokédex è categorizzato come Pokémon Corvo. In Pokémon Spada e Scudo il rivale Hop utilizzare un esemplare del Pokémon in grado di Gigamaxizzare.

### Blipbug
Blipbug (サッチムシ?, Satchimushi) è un Pokémon base di tipo Coleottero. Si evolve in Dottler con l'aumento di livello. Nel Pokédex è categorizzato come Pokémon Coleolarva.

### Dottler
Dottler (レドームシ?, Redōmushi) è un Pokémon di stadio uno di tipo Coleottero/Psico. Si evolve da Blipbug ed evolve a sua volta in Orbeetle con l'aumento di livello. Nel Pokédex è categorizzato come Pokémon Radome.

### Orbeetle
Orbeetle (イオルブ?, Iorubu) è un Pokémon di stadio due di tipo Coleottero/Psico. Si evolve da Dottler e possiede una forma Gigamax.
Nel Pokédex è categorizzato come Settepunti.

### Nickit
Nickit (クスネ?, Kusune) è un Pokémon base di tipo Buio. Si evolve in Thievul con l'aumento di livello. Nel Pokédex è categorizzato come Pokémon Volpe.

### Thievul
Thievul (フォクスライ?, Fokusurai) è un Pokémon di stadio uno di tipo Buio. Si evolve da Nickit. Nel Pokédex è categorizzato come Pokémon Volpe.

### Gossifleur
Gossifleur (ヒメンカ?, Himenka) è un Pokémon base di tipo Erba. Si evolve in Eldegoss con l'aumento di livello. Nel Pokédex è categorizzato come Pokémon Fiorfronzolo.

### Eldegoss
Eldegoss (ワタシラガ?, Watashiraga) è un Pokémon di stadio uno di tipo Erba. Si evolve da Gossifleur. Nel Pokédex è categorizzato come Pokémon Cotonfronzolo.

### Wooloo
Wooloo (ウールー?, Ūrū) è un Pokémon base di tipo Normale. Si evolve in Dubwool con l'aumento di livello. Nel Pokédex è categorizzato come Pokémon Pecora.

### Dubwool
Dubwool (バイウールー?, Baiūrū) è un Pokémon di stadio uno di tipo Normale. Si evolve da Wooloo. Nel Pokédex è categorizzato come Pokémon Pecora.

### Chewtle
Chewtle (カムカメ?, Kamukame) è un Pokémon base di tipo Acqua. Si evolve in Drednaw con l'aumento di livello. Nel Pokédex è categorizzato come Pokémon Mordace.

### Drednaw
Drednaw (カジリガメ?, Kajirigame) è un Pokémon di stadio uno di tipo Acqua/Roccia. Si evolve da Chewtle e possiede una forma Gigamax.
Nel Pokédex è categorizzato come Pokémon Morso.
In Pokémon Spada e Scudo la capopalestra Azzurra utilizza un esemplare del Pokémon in grado di Gigamaxizzare.

### Yamper
Yamper (ワンパチ?, Wanpachi) è un Pokémon base di tipo Elettro. Si evolve in Boltund con l'aumento di livello. Nel Pokédex è categorizzato come Pokémon Cagnolino.

### Boltund
Boltund (パルスワン?, Parusuwan) è un Pokémon di stadio uno di tipo Elettro. Si evolve da Yamper. Nel Pokédex è categorizzato come Pokémon Cane.

### Rolycoly
Rolycoly (タンドン?, Tandon) è un Pokémon base di tipo Roccia. Si evolve in Carkol con l'aumento di livello. Nel Pokédex è categorizzato come Pokémon Carbone.

### Carkol
Carkol (トロッゴン?, Toroggon) è un Pokémon di stadio uno di tipo Roccia/Fuoco. Si evolve da Rolycoly ed evolve a sua volta in ed evolve a sua volta in Coalossal con l'aumento di livello. Nel Pokédex è categorizzato come Pokémon Carbone.

### Coalossal
Coalossal (セキタンザン?, Sekitanzan) è un Pokémon di stadio due di tipo Roccia/Fuoco. Si evolve da Carkol e possiede una forma Gigamax.
Nel Pokédex è categorizzato come Pokémon Carbone. In Pokémon Spada il capopalestra Milo utilizza un esemplare del Pokémon in grado di Gigamaxizzare.

### Applin
Applin (カジッチュ?, Kajitchu) è un Pokémon base di tipo Erba/Drago. Si evolve in Flapple tramite l'utilizzo dello strumento Aspropomo, in Appletun con Dolcepomo, o a partire da Pokémon Scarlatto e Violetto, in Dipplin se esposto allo strumento Sciroppomo. Nel Pokédex è categorizzato come Pokémon Pomicolo.

### Flapple
Flapple (アップリュー?, Appuryū) è un Pokémon di stadio uno di tipo Erba/Drago. Si evolve da Applin e possiede una forma Gigamax.
Nel Pokédex è categorizzato come Pokémon Pomivolo. In Pokémon Spada il capopalestra Yarrow utilizza un esemplare del Pokémon in grado di Gigamaxizzare.

### Appletun
Appletun (タルップル?, Taruppuru) è un Pokémon di stadio uno di tipo Erba/Drago. Si evolve da Applin e possiede una forma Gigamax.
Nel Pokédex è categorizzato come Pokémon Pomisucco. In Pokémon Scudo il capopalestra Yarrow utilizza un esemplare del Pokémon in grado di Gigamaxizzare.

### Silicobra
Silicobra (スナヘビ?, Sunahebi) è un Pokémon base di tipo Terra. Si evolve in Sandaconda con l'aumento di livello.
Nel Pokédex è categorizzato come Pokémon Sabbiaserpe.

### Sandaconda
Sandaconda (サダイジャ?, Sadaija) è un Pokémon di stadio uno di tipo Terra. Si evolve da Silicobra e possiede una forma Gigamax. Nel Pokédex è categorizzato come Pokémon Sabbiaserpe.

### Cramorant
Cramorant (ウッウ?, U'u) è un Pokémon base di tipo Volante/Acqua. Viene definito il Pokémon Inghiottone.

### Arrokuda
Arrokuda (サシカマス?, Sashikamasu) è un Pokémon base di tipo Acqua. Si evolve in Barraskewda con l'aumento di livello. Nel Pokédex è categorizzato come Pokémon Carica.

### Barraskewda
Barraskewda (カマスジョー?, Kamasujō) è un Pokémon di stadio uno di tipo Acqua. Si evolve da Arrokuda. Nel Pokédex è categorizzato come Pokémon Spiedo.

### Toxel
Toxel (エレズン?, Erezun) è un Pokémon base di tipo Elettro/Veleno. Si evolve in Toxtricity con l'aumento di livello.
Nel Pokédex è categorizzato come Pokémon Bebè.

### Toxtricity
Toxtricity (ストリンダー?, Sutorindā) è un Pokémon di stadio uno di tipo Elettro/Veleno. Si evolve da Toxel. Possiede due diverse forme che dipendono dalla natura del Pokémon: Forma Basso e Forma Melodia, entrambe dotate di una forma Gigamax. Nel Pokédex è categorizzato Pokémon Punk.

### Sizzlipede
Sizzlipede (ヤクデ?, Yakude) è un Pokémon base di tipo Fuoco/Coleottero. Si evolve in Centiskorch con l'aumento di livello. Nel Pokédex è categorizzato come Pokémon Termogeno.

### Centiskorch
Centiskorch (マルヤクデ?, Maruyakude) è un Pokémon di stadio uno di tipo Fuoco/Coleottero. Si evolve da Sizzlipede e possiede una forma Gigamax. Nel Pokédex è categorizzato come Pokémon Termogeno. In Pokémon Spada e Scudo il capopalestra Kabu utilizza un esemplare del Pokémon in grado di Gigamaxizzare.

### Clobbopus
Clobbopus (タタッコ?, Tatakko) è un Pokémon base di tipo Lotta. Si evolve in Grapploct con l'aumento di livello dopo aver appreso la mossa Provocazione. Nel Pokédex è categorizzato come Pokémon Bizze.

### Grapploct
Grapploct (オトスパス?, Otosupasu) è un Pokémon di stadio uno di tipo Lotta. Si evolve da Clobbopus.grazie ai suoi tentacoli immobilizza l’avversario rendendolo immobile. Nel Pokédex è categorizzato come Pokémon Jujitsu.

### Sinistea
Sinistea (ヤバチャ?, Yabacha) è un Pokémon base di tipo Spettro. Possiede due forme denominate Forma Contraffatta e Forma Autentica. Si evolve in Polteageist usando rispettivamente gli strumenti Teiera rotta o Teiera crepata. Nel Pokédex è categorizzato come Pokémon Tè.

### Polteageist
Polteageist (ポットデス?, Pottodesu) è un Pokémon di stadio uno di tipo Spettro. Si evolve da Sinistea. Nel Pokédex è categorizzato come Tè.

### Hatenna
Hatenna (ミブリム?, Miburimu) è un Pokémon base di tipo Psico. Si evolve in Hattrem con l'aumento di livello. È una specie esclusivamente femminile. Nel Pokédex è categorizzato come Pokémon Calma.
Nella serie animata Liko ne cattura un esemplare.

### Hattrem
Hattrem (テブリム?, Teburimu) è un Pokémon di stadio uno di tipo Psico. Si evolve da Hatenna ed evolve a sua volta in Hatterene con l'aumento di livello. È una specie esclusivamente femminile. Nel Pokédex è categorizzato come Pokémon Quiete.

### Hatterene
Hatterene (ブリムオン?, Burimuon) è un Pokémon di stadio due di tipo Psico/Folletto. Si evolve da Hattrem e possiede una forma Gigamax.
È una specie esclusivamente femminile. Nel Pokédex è categorizzato come Pokémon Silenzio.
In Pokémon Spada e Scudo il rivale e capopalestra Beet utilizza un esemplare del Pokémon in grado di Gigamaxizzare.

### Impidimp
Impidimp (ベロバー?, Berobā) è un Pokémon base di tipo Buio/Folletto. Si evolve in Morgrem con l'aumento di livello. È una specie esclusivamente maschile. Nel Pokédex è categorizzato come Scaltro.

### Morgrem
Morgrem (ギモー?, Gimō) è un Pokémon di stadio uno di tipo Buio/Folletto. Si evolve da Impidimp ed evolve a sua volta in Grimmsnarl con l'aumento di livello. È una specie esclusivamente maschile. Nel Pokédex è categorizzato come Pokémon Furbizia.

### Grimmsnarl
Grimmsnarl (オーロンゲ?, Ōronge) è un Pokémon di stadio due di tipo Buio/Folletto. Si evolve da Morgrem e possiede una forma Gigamax. 
È una specie esclusivamente maschile. Nel Pokédex è categorizzato come Pokémon Granfisico.
In Pokémon Spada e Scudo la rivale e capopalestra utilizzare un esemplare del Pokemon in grado di Gigamaxizzare.

### Obstagoon
Obstagoon (タチフサグマ?, Tachifusaguma) è un Pokémon di stadio due di tipo Buio/Normale. Si evolve da Linoone di Galar. Nel Pokédex è categorizzato come Pokémon Bloccaggio.

### Perrserker
Perrserker (ニャイキング?, Nyaikingu) è un Pokémon di stadio uno di tipo Acciaio. Si evolve da Meowth di Galar. Nel Pokédex è categorizzato come Pokémon Vichingo.

### Cursola
Cursola (サニゴーン?, Sanigōn) è un Pokémon di stadio uno di tipo Spettro. Si evolve da Corsola di Galar. Nel Pokédex è categorizzato come Pokémon Corallo.

### Sirfetch'd
Sirfetch'd (ネギガナイト?, Negiganaito) è un Pokémon di stadio uno di tipo Lotta. Si evolve da Farfetch'd di Galar. Nel Pokédex è categorizzato come Pokémon Selvanatra. Nella serie televisiva Ash Ketchum ne possiede un esemplare, evolutosi dal suo Farfetch'd di Galar.

### Mr. Rime
Mr. Rime (バリコオル?, Barikōru) è un Pokémon di stadio uno di tipo Ghiaccio/Psico. Si evolve da Mr. Mime di Galar. Nel Pokédex è categorizzato come Pokémon Comico.

### Runerigus
Runerigus (デスバーン?, Desubān) è un Pokémon di stadio uno di tipo Terra/Spettro. Si evolve da Yamask di Galar. Nel Pokédex è categorizzato come Pokémon Rancore.

### Milcery
Milcery (マホミル?, Mahomiru) è un Pokémon base di tipo Folletto. Si evolve in Alcremie tramite lo strumento Bonbon. Nel Pokédex è categorizzato come Pokémon Pannafresca. È una specie esclusivamente femminile.

### Alcremie
Alcremie (マホイップ?, Mahoippu) è un Pokémon di stadio uno di tipo Folletto. Si evolve da Milcery e possiede una forma Gigamax.
Nel Pokédex è categorizzato come Pokémon Pannafresca. È una specie esclusivamente femminile. In Pokémon Spada e Scudo la capopalestra Opal utilizza un esemplare del Pokémon in grado di Gigamaxizzare.

### Falinks
Falinks (タイレーツ?, Tairētsu) è un Pokémon base di tipo Lotta. Viene definito il Pokémon Schieramento.

### Pincurchin
Pincurchin (バチンウニ?, Bachin'uni) è un Pokémon base di tipo Elettro. Viene definito il Pokémon Echino.

### Snom
Snom (ユキハミ?, Yukihami) è un Pokémon base di tipo Ghiaccio/Coleottero. Si evolve in Frosmoth tramite felicità durante la notte.

### Frosmoth
Frosmoth (モスノウ?, Mosunō) è un Pokémon di stadio uno di tipo Ghiaccio/Coleottero. Si evolve da Snom.

### Stonjourner
Stonjourner (イシヘンジン?, Ishihenjin) è un Pokémon base di tipo Roccia. Viene definito il Pokémon Megalito.

### Eiscue
Eiscue (コオリッポ?, Kōrippo) è un Pokémon base di tipo Ghiaccio. Possiede due forme: Gelofaccia e Liquefaccia. Nel Pokédex è descritto come Pokémon Pinguino.

### Indeedee
Indeedee (イエッサン?, Iessan) è un Pokémon base di tipo Psico/Normale. Presenta differenze tra sessi. Il Pokémon apprende mosse differenti in base al genere. Nel Pokédex è categorizzato come Pokémon Emozione.

### Morpeko
Morpeko (モルペコ?, Morupeko) è un Pokémon base di tipo Elettro/Buio. Possiede due forme: Motivo Panciapiena e Motivo Panciavuota. Nel Pokédex descritto come Pokémon Doppiafaccia. Nella serie animata James del Team Rocket ne cattura un esemplare.

### Cufant
Cufant (ゾウドウ?, Zōdō) è un Pokémon base di tipo Acciaio. Si evolve in Copperajah con l'aumento di livello. Nel Pokédex è categorizzato come Pokémon Bronzofante.

### Copperajah
Copperajah (ダイオウドウ?, Daiōdō) è un Pokémon di stadio uno di tipo Acciaio. Si evolve da Cufant con l'aumento di livello. Possiede una forma Gigamax. Nel Pokédex è categorizzato come Pokémon Bronzofante. In Pokémon Spada e Scudo il presidente Rose utilizza un esemplare del Pokémon in grado di Gigamaxizzare.

### Dracozolt
Dracozolt (パッチラゴン?, Patchiragon) è un Pokémon di stadio base di tipo Elettro/Drago. Si tratta di uno dei quattro Pokémon resuscitati da fossile nei videogiochi dell'ottava generazione.

### Arctozolt
Arctozolt (パッチルドン?, Patchirudon) è un Pokémon di stadio base di tipo Elettro/Ghiaccio. Si tratta di uno dei quattro Pokémon resuscitati da fossile nei videogiochi dell'ottava generazione.

### Dracovish
Dracovish (ウオノラゴン?, Uonoragon) è un Pokémon di stadio base di tipo Acqua/Drago. Si tratta di uno dei quattro Pokémon resuscitati da fossile nei videogiochi dell'ottava generazione.
Nella serie animata Ash ne cattura un esemplare.

### Arctovish
Arctovish (ウオチルドン?, Uochirudon) è un Pokémon di stadio base di tipo Acqua/Ghiaccio. Si tratta di uno dei quattro Pokémon resuscitati da fossile nei videogiochi dell'ottava generazione.

### Duraludon
Duraludon (ジュラルドン?, Jurarudon) è un Pokémon di stadio base di tipo Acciaio/Drago. Possiede una forma Gigamax. Dalla nona generazione evolve in Archaludon.
Nel Pokédex è categorizzato come Pokémon Metallolega. In Pokémon Spada e Scudo il capopalestra Laburno utilizza un esemplare del Pokémon in grado di Gigamaxizzare.

### Dreepy
Dreepy (ドラメシヤ?, Dorameshiya) è un Pokémon di stadio base di tipo Drago/Spettro. Si evolve in Drakloak con l'aumento di livello. Nel Pokédex è categorizzato come Pokémon Risentimento.

### Drakloak
Drakloak (ドロンチ?, Doronchi) è un Pokémon di stadio uno di tipo Drago/Spettro. Si evolve da Dreepy ed evolve in Dragapult con l'aumento di livello. Nel Pokédex è categorizzato come Pokémon Sostegno.

### Dragapult
Dragapult (ドラパルト?, Doraparuto) è un Pokémon di stadio due di tipo Drago/Spettro. Si evolve da Drakloak. Nel Pokédex è categorizzato come Pokémon Furtivo.

### Zacian
Zacian (ザシアン?, Zashian) è un Pokémon leggendario di tipo Folletto. Ha l'aspetto di un lupo dal corpo chiaro e ricoperto di pelo blu. Nel Pokédex è descritto come un guerriero leggendario che potrebbe essere la sorella maggiore o il rivale di Zamazenta. Possiede una seconda forma attivabile dando a Zacian la Spada rovinata e chiamata Re delle Spade. In questo stadio assume il tipo Folletto/Acciaio, il suo aspetto si fa più regale e minaccioso, e ottiene una spada che tiene stretta nel muso e che usa per atterrare i suoi avversari con un sol colpo. Zacian in forma Re delle Spade è raffigurato sulla copertina di Pokémon Spada.

### Zamazenta
Zamazenta (ザマゼンタ?, Zamazenta) è un Pokémon leggendario di tipo Lotta. Ha l'aspetto di un lupo dal corpo scuro e ricoperto di pelo rosso. Nel Pokédex è descritto come colui che ha salvato Galar unendo le forze insieme ad un re. Possiede una seconda forma attivabile dando a Zamazenta lo Scudo rovinato e chiamata Re degli Scudi. In questo stadio assume il tipo Lotta/Acciaio, il suo aspetto si fa più regale e minaccioso e ottiene una criniera a forma di scudo che lo ricopre frontalmente. Zamazenta in forma Re degli Scudi è raffigurato sulla copertina di Pokémon Scudo.

### Eternatus
Eternatus (ムゲンダイナ?, Mugendina) è un Pokémon leggendario di tipo Veleno/Drago. Nel Pokédex è categorizzato come Pokémon Gigante. Possiede una forma alternativa: Eternatus Dynamax Infinito, ovvero il boss finale di Pokemon Spada e Scudo.

### Kubfu
Kubfu (ダクマ?, Dakuma) è un Pokémon di stadio base di tipo Lotta. Introdotto nel contenuto scaricabile L'isola solitaria dell'armatura, si evolve in Urshifu se esposto al Rotolo del Buio o al Rotolo dell’Acqua. Nel Pokédex è categorizzato come Pokémon Kung Fu.

### Urshifu
Urshifu (ウーラオス?, Ūraosu) è un Pokémon di stadio uno che si evolve da Kubfu. La forma Stile Singolcolpo è di tipo Lotta/Buio, mentre la forma Stile Pluricolpo è di tipo Lotta/Acqua. Entrambe le forme possiedono una forma Gigamax. Nel Pokédex è categorizzato come Pokémon Kung Fu.

### Zarude
Zarude (ザルード?, Zarūdo) è un Pokémon misterioso di stadio base di tipo Buio/Erba. È protagonista del lungometraggio Il film Pokémon - I segreti della giungla. Nel Pokédex è categorizzato come Pokémon Scimmiagligna.

### Regieleki
Regieleki (レジエレキ?, Rejiereki) è un Pokémon leggendario di tipo Elettro. Introdotto nel contenuto scaricabile Le terre innevate della corona. Regieleki è il pokémon con la statistica base di velocità più alta tra tutti.
Nel Pokédex è categorizzato come Pokémon Elettrone.

### Regidrago
Regidrago (レジドラゴ?, Rejidorago) è un Pokémon leggendario di tipo Drago. Introdotto nel contenuto scaricabile Le terre innevate della corona. È categorizzato come Pokémon Dracosfera.

### Glastrier
Glastrier (ブリザポス?, Burizaposu) è un Pokémon leggendario di tipo Ghiaccio. Introdotto nel contenuto scaricabile Le terre innevate della corona. Glastrier è il pokémon leggendario con la velocità più bassa tra i pokémon leggendari. Nel Pokédex è categorizzato come Pokémon Furiequino.

### Spectrier
Spectrier (レイスポス?, Reisuposu) è un Pokémon leggendario di tipo Spettro. Introdotto nel contenuto scaricabile Le terre innevate della corona. Nel Pokédex è categorizzato come Pokémon Sveltequino.

### Calyrex
Calyrex (バドレックス?, Badorekkusu) è un Pokémon leggendario di tipo Erba/Psico. Introdotto nel contenuto scaricabile Le terre innevate della corona. Calyrex può fondersi con Spectrier e con Glastrier assumendo due nuove forme: Calyrex cavaliere spettrale e Calyrex cavaliere glaciale. Il primo è di tipo Psico/Spettro, il secondo è di tipo Psico/Ghiaccio. Nel Pokédex è categorizzato come Pokémon Re e Pokémon Imperatore

### Wyrdeer
Wyrdeer (アヤシシ?, Ayashishi) è l'evoluzione di Stantler di tipo Normale/Psico. Introdotto in Leggende Pokémon: Arceus. Si evolve da Stantler usando la mossa Barrierassalto 20 volte con la tecnica rapida. Nel Pokédex è categorizzato come Pokémon Grancorno.

### Kleavor
Kleavor (バサギリ?, Basagiri) è l'evoluzione di Scyther di tipo Coleottero/Roccia. Introdotto in Leggende Pokémon: Arceus. Si evolve da Scyther usando l'Augite nera. Nel Pokédex è categorizzato come Pokémon Scure.

### Ursaluna
Ursaluna (ガチグマ?, Gachiguma) è l'evoluzione di Ursaring di tipo Terra/Normale. Introdotto in Leggende Pokémon: Arceus. Si evolve da Ursaring usando il Blocco di Torba quando c'è la luna piena. Nel Pokédex è categorizzato come Pokémon Torba.

### Basculegion
Basculegion (イダイトウI?, Idaitō) è l'evoluzione di Basculin di tipo Acqua/Spettro. Introdotto in Leggende Pokémon: Arceus. Si evolve da Basculin forma lineabianca dopo che questo ha subito 294 danni da contraccolpo. Ha due forme distinte in base al sesso. Nel Pokédex è categorizzato come Pokémon Pescegrosso.

### Sneasler
Sneasler (オオニューラ?, Ōnyūra) è l'evoluzione di Sneasel forma di Hisui di tipo Lotta/Veleno. Introdotto in Leggende Pokémon: Arceus. Si evolve da Sneasel di Hisui durante il giorno usando gli affilartigli. Nel Pokédex è categorizzato come Pokémon Scalata.

### Overqwil
Overqwil (ハリーマン?, Harīman) è l'evoluzione di Qwilfish forma di Hisui di tipo Buio/Veleno. Introdotto in Leggende Pokémon: Arceus. Si evolve da Qwilfish di Hisui usando la mossa Mille Fielespine per 20 volte con la tecnica potente. Nel Pokédex è categorizzato come Pokémon Spinoso.

### Enamorus
Enamorus (ラブトロス?, Rabutorosu) è un Pokémon leggendario di tipo Folletto/Volante. Introdotto in Leggende Pokémon: Arceus. Fa parte dei membri del quartetto delle forze della natura, insieme a Thundurus, Tornadus e Landorus. Possiede anche lei, come i precedenti, una forma Totem e una forma incarnata. È una specie esclusivamente femminile. Nel Pokédex è descritto come Pokémon Amoreodio.